# Willem Glashouwer sr.

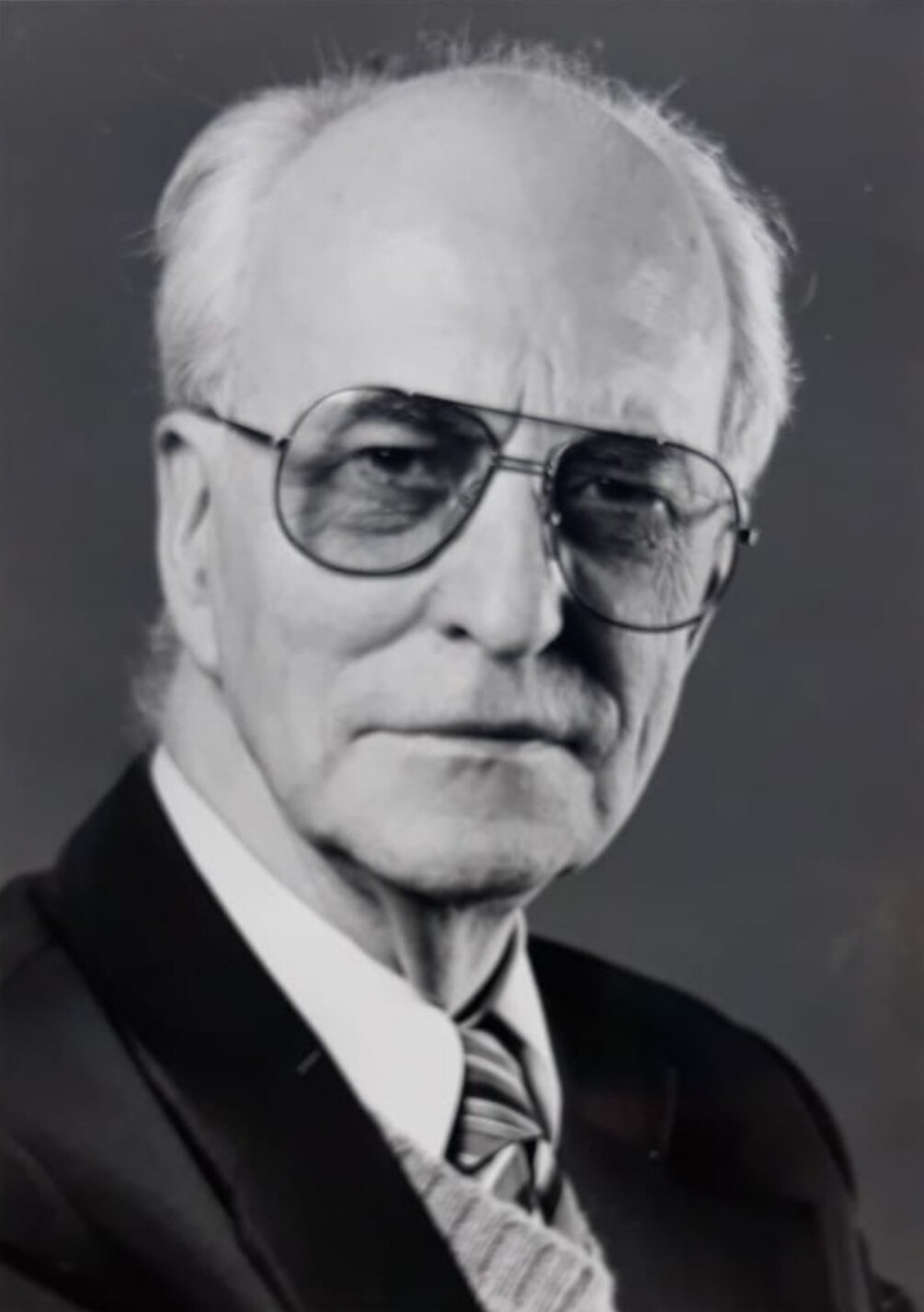
Willem Glashouwer sr. (1980)

Willem Glashouwer sr. (Hindeloopen, 22 mei 1913 – Utrecht, 27 februari 1983) was predikant in de Nederlandse Hervormde Kerk en voorzitter van de Evangelische Omroep.

## Levensloop
Willem Glashouwer studeerde theologie aan de Rijksuniversiteit Groningen. Als predikant was hij werkzaam in de gemeenten in Muiderberg (1939-1943), Nijverdal (1943-1949), Vlaardingen (1949-1956), Amsterdam (1956-1960), Driebergen (1960-1975) en Tull en ´t Waal (1975-1983). Hij voelde zich aangetrokken door de Maranatha-beweging, waar Johannes de Heer een van de voormannen van was. Deze beweging werd gekenmerkt door vernieuwde aandacht voor de profetieën in de Bijbel en de terugkomst van Jezus Christus. In 1957 behoorde hij tot een van de oprichters van het charismatische blad Vuur, een blad dat weergaf dat de evangelische vernieuwing in Nederland breed aansloeg. Met dit blad: ".....willen wij graag gestalte geven aan het verlangen naar opwekking, verdieping, dat er leeft ook binnen de Nederlandse Hervormde Kerk. Het gaat niet om ONZE kerk...." In 1960 zette ds. W. Glashouwer onder de naam Gemeente Reveil een netwerk van studiekringen op, waarin gesproken werd over de bijbel en de persoonlijke geloofsbeleving. Doel: "Het gaat ons om de opbouw van de Gemeente van Christus...op verborgen wijze overal aanwezig, waar Jezus Christus werkt door Zijn Woord en Geest." 'Gemeente' vaak aangeduid als: 'De Gemeente uit alle kerken en kringen'. Naast studiebijeenkomsten verschenen er themapublicaties over: 'De Gemeente in het licht van de Openbaring van Jezus Christus aan Johannes', 'Israël', 'Genesis 1', 'Geestesgaven', 'Wedergeboorte', 'Occultisme'.
Na de oorlog legde de evangelische beweging grote interesse aan de dag voor de audiovisuele media. De oprichting van de NCRV als eerste eigen omroep was de aanzet voor de totstandkoming van een verzuild omroepbestel.
In 1966 hield ds. Glashouwer in de 'Alle-Dag-Kerk' in Amsterdam een preek waarin hij waarschuwde voor de "schijn-eenheidskerk", zoals die gestalte begon te krijgen in de Wereldraad van Kerken. Deze dienst werd door de NCRV uitgezonden. Toen hij later dat jaar door mensen uit evangelische kringen werd benaderd voor het oprichten van een eigen omroep, zei hij dat men uitzendingen via de NCRV moest proberen te realiseren. Dit lukte niet, de wegen liepen te ver uiteen. Willem Glashouwer was een man voor wie de pastorale zorg heel belangrijk was, een bruggenbouwer, maar niet iemand die bereid was compromissen te sluiten met mensen die het met het geloof niet zo nauw namen. In 1970 werd hij gevraagd als vicevoorzitter van de Evangelische Omroep, in 1971 eerste voorzitter en tot zijn dood zou hij het gezicht van de nieuwe omroep blijven door o.a. Bijbelstudies ('De Bijbel Open'), dagsluitingen op televisie ('Tenslotte') en als spreker op landdagen.   
In 1985 verscheen de tekst van de radiolezingen over het Bijbelboek: Openbaring van Jezus Christus, onder de titel: 'De komst van Jezus Christus' Deze tekst werd met eigen researchmateriaal samengebracht door Huib Verweij.
In 1988 verscheen 'Het geheim van het Woord - kernwoorden uit het Johannes-evangelie', een boek met de tekst van de Bijbelstudies uit de radio-uitzendingen.
- International Standard Name Identifier: 0000 0000 8487 5437
- Library of Congress Control Number: no2010141697
- Nederlandse Thesaurus van Auteursnamen: 070751153
- Virtual International Authority File: 122410896
- WorldCat: E39PBJrwRBcF7KcQjYVR4wGCQq

1. ↑  Radicale Protestanten; opkomst en ontwikkeling van de EO, EH en de ChristenUnie en hun voorgangers (1945-2007), Van Mulligen, Remco. Buijten en Schipperheijn B.V.: Amsterdam, 2014, p. 67
2. ↑  Gemeente Reveil, nr. 1 - 1966, Stichting Gemeente Reveil  (1966). Gemeente Reveil. Gemeente Reveil  1966
3. ↑  Van Mulligen, p. 58
4. ↑  Emerson Vermaat (2007). De Evangelische omroep - Ontstaansgeschiedenis. Aspekt, pag. 23.
5. ↑  Emerson Vermaat (2007). De Evangelische Omroep - Ontstaansgeschiedenis. Aspekt, Pag. 20.
6. ↑  Ds. W. Glashouwer sr. en Huib Verweij (1985). De komst van Jezus Christus. Van der Stoep, Heinenoord. ISBN 9067770051.
7. ↑  Ds. W. Glashouwer (1988). Het geheim van het Woord - kernwoorden uit het Johannes-evangelie. EO, in samenwerking met Kok, Kampen. ISBN 9024242843.

Jan Kits sr. (1967-1968) · Johan Rippen (1968-1971) · Willem Glashouwer sr. (1971-1983) · Jan Velema (1983-1990) · Arie van der Veer (1990-2008) · Arjan Lock (2008-heden)